# イワン・オボレンスキー

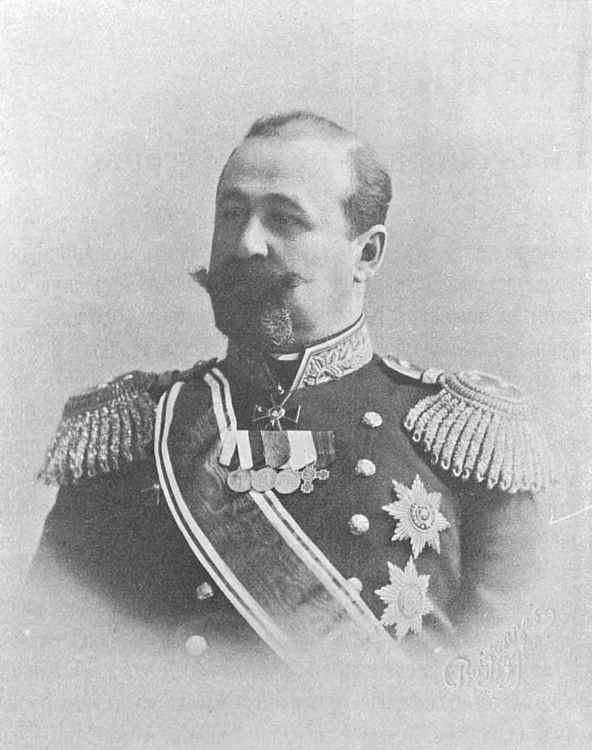
イワン・オボレンスキー

イワン・ミハイロヴィッチ・オボレンスキー公爵（ロシア語: Иван Михайлович Оболенский、ラテン文字転写の例： Ivan Mikhaylovich Obolenskii、1853年 - 1910年2月28日）は、帝政ロシアの軍人、政治家。陸軍中将。暗殺されたニコライ・ボブリコフ将軍の後任として1904年から1905年までフィンランド総督を務めた。
オボレンスキー家（Obolensky）は、リューリク朝の流れを汲む名門貴族であり、ヴォルガ川の支流、オカ川の流域にあった上オカ公国群のひとつを支配していたこともある。父は、ミハイル・アレクサンドロヴィッチ・オボレンスキー公爵。
母マリオアナ・ストゥルーザ（Marioara Sturdza）は、ルーマニア出身で、外交官で出版人のアレクサンダル・ストゥルーザ（Alexandru Sturdza）の娘である。
在任中は、ロシア、フィンランド大公国の双方で日露戦争と第一次ロシア革命に直面した。第一次ロシア革命の結果、フィンランドではゼネストが起こった。オボレンスキーは、フィンランド人の要求を容れ、封建的な議会を改組し、近代的な議会を創設した。

## 参考
- Vsevolod Vladimirov: The Revolution in Finland under Prince John Obolensky

trans. by Victor E. Marsden (London: Wyman & Sons, Ltd., 1911).